# Фотодиссоциация
Фотодиссоциа́ция (или фото́лиз) — химическая реакция, при которой молекулы химических соединений разлагаются под действием фотонов.
Для этого явления принципиальное значение имеет так называемая энергия активации — свойство участвующей в процессе фотолиза молекулы и степень превышение энергии взаимодействующего фотона над энергией активации.

## Фотолиз в атмосфере
Фотолиз протекает в атмосфере как часть последовательности реакций, в ходе которой первичные загрязняющие вещества, такие как углеводороды и оксиды азота, взаимодействуют с образованием вторичных загрязняющих веществ, таких как пероксиацилнитраты.

### Две важнейших реакции фотодиссоциации втропосфере
Первая — распад молекулы озона при поглощении фотона {\displaystyle {\ce {h\nu}}} жёсткого ультрафиолетового излучения Солнца:
{\displaystyle {\ce {O3 + h\nu -> O2 + O(^1 D)}}}; {\displaystyle {\ce {\lambda < 320 nm}}},
в ходе этой реакции образуется атом возбужденного атомарного кислорода {\displaystyle {\ce {O(^1 D)}}}, который при последующей химической реакции с водяным паром образует радикал гидроксила:
{\displaystyle {\ce {O(^1 D) + H2O -> 2 OH}}}.
Радикал гидроксила важен в химии атмосферы как инициатор окисления углеводородов в атмосфере, например, метана, а также действующий как очищающий агент атмосферы от загрязняющих газов.
Вторая реакция — фотолиз диоксида азота:
{\displaystyle {\ce {NO2 + h\nu -> NO + O}}}.
Это основная реакция при образовании тропосферного озона.
Образование озонового слоя также связано с фотодиссоциацией. Озон в стратосфере Земли образуется под воздействием ультрафиолетового излучения на молекулу кислорода, вызывая её распад на два атома кислорода. Атомарный кислород затем взаимодействует с молекулами кислорода {\displaystyle {\ce {O2}}} с образованием озона ({\displaystyle {\ce {O3}}}).
Фотолитическим процессом также является процесс разрушения хлорфторуглеводородов в верхних слоях атмосферы с образованием озоноразрушающих свободных радикалов хлора ({\displaystyle {\ce {Cl^*}}}).

## Фотолиз воды в растениях
Вода под действием солнечного света при реакциях фотосинтеза в фотосинтетических растениях распадается на протоны, электроны и молекулы кислорода:
{\displaystyle {\ce {H2O + 2 h\nu -> 2H^+ + 2 e^- + 1/2O2}}}
{\displaystyle {\ce {2H2O -> 4H+ + 4e- + O2}}}

## Фотография
Фотолиз галогенидов серебра является важной реакцией в классической фотографии и вызывает формированию скрытого изображения в фотоматериалах.

## Астрофизика
В астрофизике фотодиссоциация является одним из важнейших процессов разрушения и образования новых молекул. В вакууме межзвёздного пространства, молекулы и свободные радикалы могут существовать длительное время. Скорость фотодиссоциации очень важна для изучения состава межзвёздного вещества, из которого образуются звёзды.
Типичные примеры реакций фотолиза в межзвёздном пространстве:
{\displaystyle {\ce {H2O + h\nu -> H^+ + OH^-}}};
{\displaystyle {\ce {CH4 +h\nu -> CH3 + H}}}.

## Многофотонная диссоциация
В сравнении с ультрафиолетом или другими фотонами высоких энергий, энергии одиночных фотонов инфракрасного спектрального диапазона обычно недостаточно для прямой фотодиссоциации молекул. Однако, после поглощения серии инфракрасных фотонов молекула может прирастить свою внутреннюю энергию до уровня, превышающего порог диссоциации. Многофотонная диссоциация может быть достигнута при использовании лазеров высоких энергий, таких как углекислотный лазер, лазер на свободных электронах, или при длительном времени взаимодействия молекул с потоком излучения без возможности быстрого охлаждения. Последний способ позволяет добиваться многофотонной диссоциации даже под воздействием излучения с непрерывным спектром.

## Импульсный фотолиз
Импульсный фотолиз — явление, при котором импульс света продолжительностью несколько наносекунд (пикосекунд, фемтосекунд) возбуждается лампой-вспышкой. Способ разработан в 1949 году Манфредом Эйгеном, Рональдом Норришем и Джорджем Портером, удостоенными Нобелевской премии по химии в 1967 году за это открытие.